# Andréi Andréiev
Andréi Andréievich Andréiev (en ruso: Андре́й Андре́евич Андре́ев; 30 de octubre de 1895-5 de diciembre de 1971) fue un político soviético. Siendo un viejo bolchevique, subió al poder durante el gobierno de Iósif Stalin, se unió al Politburó como candidato a miembro en 1926, y como miembro de pleno derecho en 1932. Andréiev también encabezó a la Comisión Central de Control del Partido Comunista de la Unión Soviética desde 1930 hasta 1931, y luego nuevamente desde 1939 hasta 1952.
En 1952 Andréiev fue removido del Politburó, y fue elegido como miembro del Presídium del Sóviet Supremo.

## Biografía

### Primeros años
Andréi Andréievich Andréiev nació en Sychyovsky Uyezd, de la Gobernación de Smolensk del Imperio Ruso en una familia campesina. Dejó el pueblo a la edad de 13 años para trabajar como lavaplatos en Moscú. Asistió a cursos de educación obrera y cuando tenía 15 años se había unido a un círculo marxista. Se unió a los bolcheviques tras instalarse en Petrogrado para trabajar en la fábrica de armas de Putilov, en 1914. Durante la gran guerra, trabajó como administrador de hospitales, mientras realizaba labores políticas ilegales. Fue miembro del comité de Petrogrado de los bolcheviques en 1915-16, y uno de los organizadores de la ola de huelgas que precedió a la caída del zar. Después de la revolución de febrero, ayudó a fundar el Sindicato de Trabajadores Metalúrgicos de Petrogrado. Estuvo entre la multitud que recibió al líder bolchevique, Vladímir Lenin, a su regreso del exilio en abril de 1917. En la conferencia bolchevique de ese mismo mes, fue uno de los delegados más jóvenes que respaldó el llamado de Lenin a una segunda revolución.

### Trayectoria política
Andréiev pasó la primera parte de la Guerra civil rusa como organizador sindical y del partido comunista en los Urales, donde supervisó la nacionalización de las fábricas y para garantizar que la nueva república soviética recibiera metal y alimentos. Fue destinado a 1919 a Ucrania como líder del sindicato de trabajadores metalúrgicos y miembro del Consejo Central de Sindicatos de toda Rusia (TUC).
En la última parte de 1919, Lenin se enfrentó a una fuerte oposición de los sindicatos, que querían el control democrático de la industria, que Lenin creía que socavaría la eficiencia y retrasaría la recuperación económica. En enero de 1920, fue derrotado en una reunión de la "fracción" comunista del TUC de toda Rusia. En todo momento, Andréiev fue uno de la minoría que apoyó la línea de Lenin. Su recompensa fue ser nombrado jefe del sindicato de trabajadores ferroviarios, y en el 9º Congreso del Partido Comunista en marzo de 1920 fue uno de los tres líderes sindicales, junto con Mijaíl Tomski y Jānis Rudzutaks elegidos para el Comité Central de 19 miembros, que fue el antecesor del Politburó. A sus 24 años, era su miembro más joven. (El segundo más joven, Nikolái Bujarin, tenía 31 años.)
Entre 1920 y 1921, el Comité Central se dividió sobre el papel de los sindicatos. La minoría, encabezada por León Trotski, propuso que se incorporaran al estado; la mayoría, encabezada por Lenin e incluido Iósif Stalin, abogó por su existencia continua, bajo el control del partido. Sorprendentemente, Andréiev fue el único sindicalista destacado que apoyó la línea de la minoría, en vista de su carrera posterior (él era el único exmiembro de ese comité, aparte de Stalin, que seguía vivo tras de la Gran Purga).
Andréiev fue expulsado del Comité Central en marzo de 1921, pero cuando el TUC celebró su próximo congreso, en mayo de 1921, apoyó lealmente a la dirección del partido contra una campaña encabezada por el veterano revolucionario David Riazánov, que pedía que se eligieran líderes sindicales en lugar de que el designado por el partido. Tomski y Rudzutaks fueron despedidos, temporalmente, por no bloquear esta propuesta, mientras que Andréiev fue nombrado secretario del TUC, y en el 11º congreso del partido en abril de 1922, fue restituido como miembro del Comité Central del partido. Conservó su membresía durante los siguientes 40 años. También fue cooptado en el Orgburó, que estaba dominado por Stalin, el recién nombrado Secretario General.

### Miembro del partido
Poco después de la muerte de Lenin, en junio de 1924, Andréiev fue nombrado secretario del Comité Central del Partido Comunista. Desde esa fecha, Andréiev fue un partidario leal de Stalin y parte del núcleo interno de la facción estalinista. Fue uno de los cinco estalinistas de línea dura que fueron ascendidos a candidatos a miembro del Politburó en julio de 1926, unos meses antes de que Trotski fuera expulsado del mismo organismo.
En 1925, cuando el Comisario del Pueblo para las Finanzas, Grigori Sokólnikov, señaló que los salarios de los trabajadores aún estaban por debajo de los niveles de antes de la guerra (1913) y sugirió aumentarlos, pero Andréiev lo denunció por atacar a los sindicatos y por su "actitud irresponsable hacia los trabajadores'.
Desde enero de 1928 hasta diciembre de 1930, Andréiev estuvo en Rostov, como primer secretario del comité del partido del territorio del norte del Cáucaso. En este cargo, fue responsable de llevar a cabo la colectivización forzada de la agricultura en una de las principales regiones productoras de cereales de la URSS. Al principio, pareció vacilar en acelerar el paso: ya en octubre de 1929, pronosticó que sería imposible completar el cambio a la agricultura colectiva antes del final del primer plan quinquenal en 1933. Sus quejas sobre la dificultad de lograr las entregas de granos que exigía Stalin casi provocaron una ruptura, cuando Stalin perdió los estribos con Andréiev, pero luego, inusualmente, se disculpó. En diciembre, Andréiev había comprometido al partido regional con un objetivo de colectivización completa para la primavera de 1931. En enero de 1930, anunció que habían sido demasiado modestos y que completarían el proceso durante ese año. Como parte del proceso, a la OGPU del Cáucaso Norte se le fijó una cuota de 6.000-8.000 kulaks arrestados y ejecutados, y 20.000 para ser deportados a partes remotas de la URSS. En febrero, el 80 por ciento de la población rural del norte del Cáucaso había sido arreada a granjas colectivas, pero el resultado fue una rebelión armada de miles de campesinos, que fue sofocada por el Ejército Rojo y que obligó a las autoridades a retirarse parcialmente. En dos meses, la proporción de campesinos en granjas colectivas había caído al 67 por ciento.
En diciembre de 1930, Andréiev fue llamado a Moscú y nombrado presidente de la Comisión de Control Central, responsable de la disciplina del partido, y presidente del Rabkrin. En septiembre de 1931, se ofreció como voluntario para asumir el puesto adicional de Comisario del Pueblo de Transporte, después de que el Politburó escuchara un informe sobre el grave estado de los ferrocarriles. Renunció a la presidencia de la comisión de control el 4 de febrero de 1932, cuando se convirtió en miembro de pleno derecho del Politburó.
En marzo de 1935, Andréiev fue reelegido secretario del Comité Central, tras el asesinato de Serguéi Kírov. El 3 de abril de 1935, fue cooptado en el Orgburó para presidir sus reuniones y fue puesto a cargo del departamento Industrial del partido comunista.

### Papel en la Gran Purga
Durante la Gran Purga, cuando era común enviar funcionarios de alto rango del partido desde Moscú a las provincias para supervisar expulsiones masivas y arrestos de miembros provinciales del partido comunista, Andréiev "se convirtió en el maestro indiscutible de estos espectáculos secundarios asesinos". Entre junio y septiembre de 1937 viajó a Vorónezh, Cheliábinsk, Sverdlovsk, Kursk, Sarátov, Kúibyshev, Taskent, Stalinabad, Rostov y Krasnodar. A veces, acusó a los líderes locales del partido de arrestar a las personas equivocadas, que fueron liberadas. Más a menudo, su llegada significaba arrestos y ejecuciones. Siempre se mantuvo en comunicación por telegrama con Stalin, quien siempre aprobaba todas sus listas recomendadas de miembros del partido para ser expulsados y/o arrestados.
A principios de enero de 1937, llegó a Rostov para organizar la destitución de Boris Sheboldaiev, su sucesor como partido regional en el recién creado Krai de Azov-Mar Negro, a quien se acusaba de excesiva indulgencia porque había permitido que ex opositores como Aleksándr Beloborodov y Nikolái Glebov -Avílov para ocupar puestos de trabajo responsables en la región. Sheldboldaiev se salvó temporalmente al disculparse y fue transferido a otro puesto, solo para ser arrestado más tarde y fusilado.
En Sarátov, donde llegó el 20 de julio, su objetivo principal fue el jefe local de la NKVD Yákov Agránov, quien fue arrestado y fusilado, junto con el segundo secretario del partido comunista regional y otros. Algunas personas que Agránov había hecho arrestar fueron puestas en libertad. Al mismo tiempo, Andréiev e identificó a veinte empleados de las Estaciones de Tractores de Máquinas, que estaban "trabajando de manera muy obstructiva". Stalin respondió con un telegrama el mismo día, diciendo que todos deberían ser fusilados. En total, tras su visita, 430 personas fueron fusiladas.
En Kúibyshev, ordenó al jefe del partido local, Pável Póstyshev, que intensificara la búsqueda de enemigos ocultos, después de lo cual Póstyshev disolvió la mayoría de las ramas locales del partido y arrestó a 3300 miembros. A fines de 1937, se decidió que Póstyshev había ido demasiado lejos, y se le asignó a Andréiev el trabajo de recopilar los nombres de las personas expulsadas injustamente del partido de Kúibyshev, después de lo cual Póstyshev fue arrestado y fusilado.
Cuando Andréiev llegó a Taskent, en septiembre de 1937, el fundador de la rama uzbeka del partido, Faizullá Jodzháyev, y otros siete fueron denunciados como enemigos del pueblo. Cuatro días después, el 12 de septiembre, el primer secretario del partido comunista local uzbeko, Akmal Ikrámov, fue expulsado del partido. Fue arrestado dos semanas después. En la purga que siguió, 430 personas fueron ejecutadas.
Andréiev luego se trasladó a Stalinabad, en Tayikistán.
En marzo de 1938, un funcionario de la Unión de Escritores de la URSS se acercó a Andréiev para buscar trabajo para el poeta Ósip Mandelstam, quien se encontraba desempleado en Moscú, pero Andréiev se negó. En cambio, Mandelstam fue arrestado y murió en el gulag. En octubre de 1940, emitió una orden por la que se prohibió un libro de poemas de Anna Ajmátova recientemente publicado y se incautaron todas las copias. Ajmátova recibió repentinamente el reconocimiento oficial, ya que se le impidió publicar ninguno de sus trabajos durante 15 años. La orden de Andréiev significaba que "los nueve meses de Ajmátova como poeta publicado nuevamente habían llegado a su fin".
En noviembre de 1938, Andréiev supervisó los cambios en la sede de la NKVD, en los que Lavrenti Beria fue confirmado como su nuevo jefe en lugar de Nikolái Yezhov, quien fue arrestado y fusilado. También en noviembre, presidió una sesión del Comité Central del Komsomol, la liga juvenil comunista, en la que la mayoría de sus líderes fueron despedidos y luego arrestados y fusilados.

### Carrera posterior
En 1939, Andréiev reanudó su cargo anterior como presidente de la Comisión Central, combinándolo con su papel continuo como secretario del partido y miembro del Politburó. También fue presidente del Sóviet de la Unión desde 1938 hasta 1946. A pesar de esta variedad de títulos, había señales de que Gueorgui Malenkov, Nikita Jrushchov, Nikolái Voznesenski y otros dirigentes en ascenso lo estaban reemplazando dentro del círculo íntimo de Stalin. Durante la guerra, no fue incluido en el Comité de Defensa del Estado de emergencia (GOKO), ni participó en tareas de primera línea, pero se le asignó la responsabilidad del transporte y el suministro de alimentos, como vicepresidente del subcomité de transporte de GOKO y como Comisario del Pueblo para la Agricultura de la URSS, entre 1943 y 1946, y fue presidente del Consejo Central de Koljós (granjas colectivas) desde diciembre de 1943 hasta febrero de 1950.
Después de la guerra, Andréiev pareció recuperar su posición. En marzo de 1946, fue nombrado vicepresidente del Consejo de Ministros de la URSS, responsable de la agricultura, mientras que Malenkov fue destituido temporalmente de su cargo de secretario del partido, y un protegido de Andréiev, Nikolái Patolichev, fue nombrado jefe del departamento de organización del partido. En marzo de 1947, Jrushchov fue expulsado temporalmente del control del partido comunista de la RSS de Ucrania, y Patolichev fue enviado a Kiev aparentemente como secretario del partido a cargo de la agricultura. Durante 1948, Andréiev dirigió la investigación que derribó a Voznesenski, a quien acusó de perder 526 documentos del Gosplán. Este caso inventado fue uno de los últimos logros de Andréiev, el cual marcó el comienzo del Caso de Leningrado.
Sin embargo, en el verano de 1947, tanto Malenkov como Jrushchov habían recuperado sus posiciones, mientras que Andréiev estaba enfermo. Sus médicos le proscribieron la cocaína, a la que se volvió adicto. En diciembre de 1949, fue reemplazado por Jrushchov como secretario del partido a cargo de la agricultura. Aunque nominalmente todavía era miembro del Politburó, en realidad fue excluido de la dirección del partido en lo que Jrushchov describió más tarde, algo hipócritamente, como uno de los "actos de obstinación más desenfrenados" de Stalin. Según Sergo Mikoyán, hijo del contemporáneo y camarada de Andréiev, Anastás Mikoyán, alrededor de 1950, Andréiev le pidió permiso a Stalin para retirarse del cargo, porque se había vuelto casi totalmente sordo, e incluso los audífonos apenas lo ayudaban, convirtiéndolo en uno de los pocos miembros de alto rango en el gobierno de Stalin que dejó el cargo sin ser arrestado.

### Familia
Andréiev estaba casado con Dora Jazan (1894-1961), quien era estudiante junto con la segunda esposa de Stalin, Nadezhda Allilúyeva, en una academia industrial. Juntos, la pareja tuvo dos hijos, un hijo llamado Vladímir (nacido en 1919) y una hija Natalia (nacida en 1922). Dora Jazan trabajó en la secretaría de Stalin durante un tiempo. Fue arrestada en 1948. No era desconocido que los miembros del Politburó continuaran en altos cargos mientras sus esposas estaban en el gulag: lo mismo les sucedió a Viacheslav Mólotov, Mijaíl Kalinin y Otto Kuusinen, entre otros.
Más tarde se casó con Zinaida Ivanovna Desiátova. Tuvieron dos hijas, Tatiana y Valentina. Tiene tres nietos: Ilya, Iván y Xenia.

### Muerte y legado
Andréiev fue retirado formalmente del Politburó, después de 20 años, en el 19.º congreso del partido en octubre de 1952. Después de la muerte de Stalin, volvió brevemente como presidente de la Comisión Central, entre 1954 y 1956, aunque fue nombrado miembro del Presídium del Sóviet Supremo. Sin embargo, después de su muerte, el 5 de diciembre de 1971, a pesar de su importancia histórica y décadas de permanencia en los más altos rangos de los funcionarios del gobierno soviético, al funeral de Andréiev no asistieron ni Leonid Brézhnev, el Secretario General del PCUS, ni Alekséi Kosyguin, el presidente del Consejo de Ministros.
Andréiev es recordado por haber amado la música de Chaikovski, el montañismo y la fotografía de naturaleza.
Durante su vida, Andréiev recibió cuatro veces la Orden de Lenin, la Orden de la Revolución de Octubre y otros premios. Él es el homónimo de la locomotora AA-20, que se le atribuye haber patrocinado cuando era Comisario del Pueblo para los Ferrocarriles de 1931 a 1935.